# ルシル・グラーン

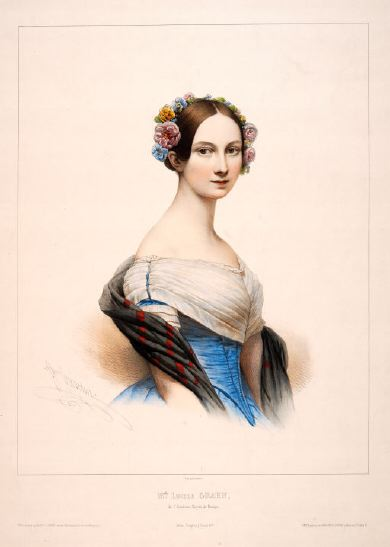
ルシル・グラーン、1845年

ルシル・グラーン（Lucile Grahn, 1819年6月30日 - 1907年4月4日）は、デンマークのバレエダンサーである。
彼女は国際的に知られた最初のデンマークのバレエダンサーであり、ロマンティック・バレエ時代の著名なバレリーナの一人に数えられている。
彼女を有名にしたのは、1836年のブルノンヴィル版『ラ・シルフィード』のシルフ役である。その他に『パ・ド・カトル』の初演者にも名を連ねている。

## プロフィール
本名はLucile Alexia Grahnである。1819年、コペンハーゲンで生まれた。
彼女は、コペンハーゲンのデンマーク王立演劇学校で、有名な振付家オーギュスト・ブルノンヴィルのもとでバレエを習った。
1834年にデビューを飾り、翌1835年にブルノンヴィルの『ヴェルデマー』の重要な役アストリッドを踊った。
間もなくグラーンとブルノンヴィルの関係は、彼女がパリ・オペラ座で踊ることを切望したことから悪化した。最終的にグラーンは、二度とデンマークに戻らないことを条件に、王室から出国の許可を得ることができた。
1839年には、デンマーク王立劇場を離れてパリ・オペラ座に出演し始めた。1839年から1845年までの間に、ロンドン、サンクトペテルブルク、ミラノなどを含むいくつかの劇場で踊った。
1845年には、ファニー・チェッリート、カルロッタ・グリジ、マリー・タリオーニというロマンティック・バレエの錚々たるスターたちとともに『パ・ド・カトル』のパートを踊り、彼女のキャリアは頂点に達した。
1846年以後、グラーンは多く欧州を公演旅行し、自分で踊るだけでなくいくつかのバレエを制作した。(その中にはジュール・ペローの『カタリナ』のリバイバルや彼女が作った唯一のバレエ『バッカスとアリアドネ』も含まれていた）
1848年にグラーンはハンブルクへ移動し、ミュンヘンで家を建てた。
1856年、グラーンは舞台生活から退き、イギリス人のテノール歌手、フレデリック・ヤング（Fredrick Young）と結婚した。彼女は1858年から1861年までライプツィヒでバレエ教師となり、1869年から1875年はミュンヘンの国立劇場でバレエを教えた。
1907年、彼女はミュンヘンで死亡し、沢山の財産を市に遺贈した。